# Понтоне (Напуљ)
Понтоне је насеље у Италији у округу Напуљ, региону Кампанија.
Према процени из 2011. у насељу је живело 137 становника. Насеље се налази на надморској висини од 458 м.